# うまなりクン
『うまなりクン』（UMANARI-KUN）とは、フジテレビで1998年4月12日（11日深夜）から2002年9月29日（28日深夜）まで放送された競馬バラエティ番組。

## 概要
それまで放送されていた『中央競馬ダイジェスト』を1コーナーとして内包（日曜開催分は引き続きダイジェスト単独で放送）する形で始まったフジテレビ制作の競馬バラエティ番組。当時『スーパー競馬』の司会を務めていた女性タレント・さとう珠緒と、当時『ボキャブラ天国』などに出演していたお笑いコンビ・爆笑問題が出演した。
フジテレビの競馬バラエティ番組としては、「馬好王国〜UmazuKingdom〜」に抜かれるまで、最も長期にわたって放送されていた。

## 出演者

### レギュラー
- 爆笑問題（田中裕二・太田光）
- さとう珠緒
- 福原直英（当時フジテレビアナウンサー、 - 2001年8月、ニューヨーク転勤後はたびたび出演していた）
- 岡田浩揮（当時フジテレビアナウンサー、同年9月 - 12月）
- 相川梨絵（当時フジテレビアナウンサー、同年10月7日 - 、岡田のサポート役として出演）
- 犬川慶次郎（大川慶次郎、 - 1999年12月）
- 丼崎脩五郎（井崎脩五郎）

### その他
- 5番6番（ウマでもわかる競馬基礎講座に稀に出演）
- 武田祐子（フジテレビアナウンサー、ナレーション担当。ウマでもわかる競馬基礎講座に極稀に出演。出身地である山形の郷土料理を作ったこともある）
- 長井秀和（ウマでもわかる競馬基礎講座に稀に出演）

### ゲスト出演
- 日枝久（当たれ!うまなり応援団にVTR出演）
- 森本毅郎（当たれ!うまなり応援団にVTR出演）
- マギー司郎（当たれ!うまなり応援団とウマでもわかる競馬基礎講座にVTR出演）
- 和田アキ子（当たれ!うまなり応援団にVTR出演）
- 錦野旦（当たれ!うまなり応援団にVTR出演）
- 古舘伊知郎（当たれ!うまなり応援団にVTR出演）
- 北野誠（当たれ!うまなり応援団に川村ひかるとVTR出演）
- 川村ひかる（当たれ!うまなり応援団に北野誠とVTR出演）
- 合田直弘（当たれ!うまなりクン世界進出計画に出演）
- きたろう（それぞれの週末に出演）
- 鈴木淑子（それぞれの週末に出演）
- 滝川クリステル（うまなりクン世界進出計画に出演）
- 瀬戸カトリーヌ（ウマでもわかる競馬基礎講座に出演。オールスター感謝祭赤坂2丁目マラソンのパロディーに出演）
- パックンマックン（うまなり応援団やうまなりクンレギュラーオーディションなどに出演）
- BOOMER（うまなりクンレギュラーオーディションなどに出演）
- モハメッド・アリ（うまなりクン世界進出計画のアラビア語教師として出演。ただし、ボクサーのモハメッド・アリではない）
- 松たか子
- 後藤浩輝
- 武幸四郎
- 徳光和夫（2000年最初の放送に出演。スーパー競馬の隣の放送席から競馬を観戦していた）
- 堀江淳（2000年年末のウマでもわかる競馬基礎講座にVTR出演。生存していることをアピールした）
- X-GUN（2000年年末のウマでもわかる競馬基礎講座にVTR出演。堀江、X-GUNともウマでもわかる競馬基礎講座にネタに使われたことから講座終了後にVTRで出演した）
- 鉄拳（最終回近くにウマでもわかる競馬基礎講座にゲスト出演）

### ナレーション
- 木佐彩子（当時フジテレビアナウンサー）
- 武田祐子（フジテレビアナウンサー）

武田はマスコットキャラのうまなりクンの声も担当。
初期はやたらとさとうの下着の色を聞いていたが、ある時期から急に「ホモキャラ」に変貌し、福原の下着の色を聞くようになった。田中の結婚直後には、田中夫人の下着の色を聞いたこともある。

### 土曜競馬ダイジェストナレーション
いずれもフジテレビアナウンサー。
- 堺正幸
- 青島達也
- 長谷川豊
- 伊藤利尋
- 塩原恒夫
- 吉田伸男
- 佐野瑞樹
- 岡田浩揮

## 番組内容
- 基本的には土曜日のレース結果と「爆笑問題のウマでもわかる競馬講座」がメイン。土曜競馬ダイジェストでは馬券の買い目を決め翌週の関東全レース、関西特別3レース、ローカル開催のメインレースを買い目に従って購入する。その後うまなりダーツで誰を自腹にするか決定（番組開始当初からあったものではない）。春・秋のGIシリーズに入ると「春（秋）のGI○○番勝負」と銘打った予想コーナーを実施。当初は福原・珠緒チームと爆笑チームの対抗戦、その後さとう・太田チーム（珠光チーム）や福原・田中チーム（福たなチーム、裕福チーム）とチーム編成を換えて行なった。その後2001年春シリーズからは個人対抗戦に変更。
- 1回中山・1回東京開催迄の冬やローカル開催の夏はロケ録画がメイン。1月は忘年会がメイン。珠緒の下着が色かを当てる「うまなり杯アンダーウェア大賞典」や珠緒が鍋の中の何を食べるかを当てる「鍋グランプリ」、顔を隠した写真の中から誰が珠緒かを当てる「珠緒27歳牝馬ステークス」などが行われた。2000年の夏には後藤浩輝と武幸四郎がメインの現役騎手を招いての屋形船でロケ、同年の16番勝負で負けた福原・田中の2人が有馬記念後の中山競馬場の清掃手伝いをしたこともある（2001年1月14日放送）。
- 謎の馬券師「テッパンの犬川・マンケンの丼崎」（実際にはサングラスをかけただけの大川と井崎）による翌日のお薦めレースと予想を紹介するコーナーがあった。犬川逝去後は丼崎が東京・足立区のスナック「シャトー」で呑みながら替え歌でお薦めレースと予想を紹介する「唄うマンケン予想」コーナーになった。また丼崎は前述のロケ企画にも頻繁に出演している（新年時期放送 - 収録時期としては有馬記念直後 - 恒例の新年会には犬川も出演）。
- スタッフロールではメインレースの馬連1点予想が行われ、先週のレースを的中させたスタッフはオレンジ色で表示されていた。

### 競馬予想に関するエピソード
- 1999年7月25日の放送では太田宅で「春の16番勝負回顧」を行った。
- 2000年春の16番勝負直前にチーム替えが行われ、フジテレビスポーツ部A会議室で「うまなりクン公安委員会緊急招集新チーム編成会議」が行われた。
- 2001年春は「完全実力主義宣言春の16番勝負2001」としてこれまでのグループ戦からの個人戦に変わった。このとき優勝したのは太田で3月11日のフィリーズレビューでローズバドの単勝、4月22日のフローラステークスでオイワケヒカリの単勝をあて、メンバー唯一の大幅800万円黒字決算となった。ちなみにこのときのキャッチフレーズは、さとうは「女攻めだるま」、田中は「競馬新聞買い漁り」、太田は「大穴注意報発令」、福原は「トレセン通いづめ」だった。
  - フィリーズレビューを太田が当てた翌週3月18日放送分で、ローズバドとその馬主である社台レースホースから花が届いた。
  - 同日のフジテレビ賞スプリングステークスの予想で当時のフジテレビ社長（現会長）日枝久がうまなり応援団に出演した。その時のスタッフロールには日枝の「馬連 3-4」（アグネスゴールド - フジノテンビー）の予想まで流れた。ちなみに、このときレギュラーとスタッフ全員はずれた。
  - フローラステークスを太田が当て、黒字が確定した次の回4月29日放送分では寿司屋の板前さんが来ていた。
  - 6月3日放送分のうまなり応援団に『ウイニング競馬』（テレビ東京）で当時司会を務めていた北野誠と川村ひかるが出演し、『ウイニング競馬』で放送されていたコーナー「誠の決断」を披露し予想をした。
  - 6月10日の放送では「16番勝負表彰式」が行われ、小泉純一郎のそっくりさんが太田に優勝カップを渡した。

### 競馬予想以外のエピソード
- 1998年10月10日に東京競馬場で最終レース終了後イベントを行った。この時にウマでもわかる競馬講座の公開収録を行った。
- 福原がニューヨークに転勤したため2001年7月29日を最後に卒業となった。新たにMCオーディションを開催。BOOMERやパックンマックン、当時『競馬大王』のMCだった須田鷹雄、相川梨絵などが参加した。太田が相川に「初体験」の年齢を質問したところ、素直に答えていた。
  - オーディションの結果、当時新人アナウンサーであった岡田浩揮がMCに選ばれる。その後同年10月7日放送分から相川が岡田のサポート役として登場。しかしあまりにも当たらないので同年の有馬記念後は放牧され競馬が開催される関東の競馬場から自分の収支やダイジェストなどをVTRで報告していた。岡田降板後は「メカナリくん」と呼ばれる機械（?）が登場したが、こちらもあまり当たらず川崎のスクラップ工場行きになる（最終回では花束を持って登場した）。
- 2002年8月4日 - 9月8日は「うまなりクン世界進出計画」が放送された。合田直弘や英語講師にパックン、フランス語講師に滝川クリステル、アラビア語講座にモハメド・アリ。なお、この次の回に放送終了が発表された。

## 爆笑問題のウマでもわかる競馬基礎講座
略称は「ウマ講座」。田中が競馬用語などを解説していくが、太田の気分によって毎回内容が変わったり週跨ぎになることもしばしばあった。
- 放送開始当初は翌日の重賞の説明、その後騎手や競馬場の説明などが行われた。
- 2000年1月9日（第88回）から名馬シリーズが始まり歴代の顕彰馬などが紹介された。クモハタから年代の古い順に紹介され、当時の最新の顕彰馬であるタイキシャトル（第113回）の終了後は「私の名馬」として視聴者から紹介して欲しい馬を募集した。
- 2001年夏より競馬の「素朴な疑問」を募集し、田中が解説した。

### ウマ講座のエピソード
- 田中の代わりに太田やナレーター、またスタジオの福原やさとうが解説したことがあった。
- 太田が裏方の本間学Dや佐々木P、5番6番などをパシリに使った回や裏方スタッフらがテントで寝るだけ（太田も寝るオチ）という回もあった。
- 太田がスタジオの入りを早くし収録時間を早めてMA室（編集室）に強盗まがいに乱入し、無理やりナレーションを入れた事がある（第78回）。ちなみに太田はこの回の前に乱入を仄めかしていた。
- 5番6番の樋口が出演すると、視聴率が落ちるという定説があった。
- 相撲を開催した回（第91回）では大田が田中を投げた際にピンマイクが壊れたり、5番6番の猿橋英之（サル）が大田に不条理に殴られたりと異様な回であった。
- 初期の太田のボケは太田自身が考えていてかなり単純だったが、だんだん作りこんだコント形式になっていったのも特徴。
- 名馬シリーズでタケシバオーを紹介する回は、太田がゆりかもめの竹芝駅まで行き「タケシバオオタ」というオチをつけた。
- フジテレビ以外の番組のパロディも多く、『1億人の大質問!?笑ってコラえて!』（日本テレビ系列）の「ダーツの旅」（第85回・第94回など）や「夜の県庁所在地」（第86回）、『王様のブランチ』（TBS系列）の「TBS瞬間最高視聴率」（第90回、番組内瞬間最大視聴率）などのパロディが行われていた。
- 1998年秋頃や毎年年末の放送では昭和九年会（坂上二郎、長門裕之、藤村俊二ら昭和9年生まれのタレントによって作られた会）がネタに使われていた。1999年有馬記念スペシャルの放送（第87回）では同年9月9日に行われた昭和九年会のイベントの模様が流された。
- 2000年7月16日（第114回）から私の名馬シリーズが始まり視聴者から自分の名馬を募集した。ニューヨークに転勤する福原の名馬シンデレラギャルも紹介された。
- 同年夏には爆笑問題の当時レギュラー番組のパロディ（うまなりクン含む）を行なった。
- 同年4月2日と最終回には当番組『うまなりクン』が紹介された。
- 同年12月24日（第137回）と2002年9月29日の放送では合唱団が出演した。2000年の時にはベートーベンの『第九』を2002年には『蛍の光』と『TOKYOムーランルージュ』（さとうの歌）を歌った。2002年の時にはパックンマックンのマックンも合唱団の一員として出演した。このときマックンは合唱団のリーダーに叱られていた。

## 有馬記念スペシャル
有馬記念前には1時間スペシャルを行われていた。
| 年     | 番組タイトル                               | 会場                     |
| ------ | ------------------------------------------ | ------------------------ |
| 1999年 | 「うまなりクン超特番有馬記念大前夜祭」     | プラザエクウス渋谷       |
| 2000年 | 「うまなりクンin新宿有馬記念だよ全員集合」 | スタジオアルタ           |
| 2001年 | 「うまなりクン特別編有馬記念でミリオネア」 | フジテレビマルチシアター |

### 有馬記念スペシャルのエピソード
- 1999年の放送では犬川慶次郎こと大川慶次郎が逝去した週であったこともあり、追悼特集としてオープニングにVTRなどで生前を振り返った。
- 同年のスペシャルでは太田がサックスで関東G1ファンファーレを演奏した。
- 2000年は丼崎脩五郎がスタジオアルタで「歌うマンケン予想」を行った。
- 2001年のスペシャルのレギュラー陣入場はG1の本馬場入場のように行った。そのときの実況は塩原恒夫。
- 同年のスペシャルでは福原がニューヨークから緊急帰国し予想した。

## うまなりドラマ
2000年8月6日 - 8月27日に福原・さとう・田中・太田の4人がそれぞれ主役の「それぞれの週末」という題名のドラマを放送した。
| 話数  | 放送日        | タイトル                 | 主演       |
| ----- | ------------- | ------------------------ | ---------- |
| 第1話 | 2000年8月6日  | 「情けない男」           | 田中裕二   |
| 第2話 | 2000年8月13日 | 「フラレた後には・・・」 | さとう珠緒 |
| 第3話 | 2000年8月20日 | 「複雑男の週末」         | 福原直英   |
| 第4話 | 2000年8月27日 | 「それぞれの再出発」     | 太田光     |

### ドラマのエピソード
- 第1話の居酒屋うまなりの大将役をきたろうが演じた。居酒屋うまなりは六本木に実在し、その後2002年にウマの絵を描きに行っている。
- 第3話の一部はシャトーで行なった。その時のママは鈴木淑子が演じシャトーの従業員、井崎脩五郎や客は外でソファーを出して飲んでいた。
- 第4話の主演・太田は成田刑事役でもうすぐ定年という話であった。
- 第4話の主演・太田は志村喬をモチーフに演技したことを語っていた。また、太田はアドリブを多く行なっていた。
- ドラマ前には当時第1企画部製作担当部長の大多亮に月9でやりたいとメンバー4人で東京メディアシティまで無謀にも懇願しに行った。この時大多部長は『ショムニ』の顔合わせの最中だった。
- 松たか子にも第一ホテル東京までメンバー4人で出演依頼をしたが、実際出演はしていない。松本幸四郎はうまなりクンをよく見ていたらしい。
- 福原の回では、福原が女性にビンタした後「おまえに、俺の何がわかるんだよ」と言う台詞がある。それを見たレギュラー陣全員大爆笑していた。
- ラストに4人の主人公たちが向かうレースの名前は「大川記念」。前年に亡くなった大川へのリスペクトが感じられる。

## 使用曲

### オープニングテーマ
- 『STOP』 SPICE GIRLS
- 『MADE IN ENGLAND』 ELTON JOHN
- 『そのままで行こう』 工藤健司
- 『週末、僕は予言者になる』 GLASS ONION
- 『JUDGEMENT～きっと何かある』 OK'S
- 『YOU'RE THE FIRST THE LAST MY EVERYTHING』 BARRY WHITE
- 『うまなりなミッドナイト』 Kenji KUDOH

### ジングル
関東GIファンファーレをアレンジした物を使用（「うまなりクン」とコールしているのはさとうである）。

### 土曜競馬ダイジェスト
『透明なマニキュア』 Kiyommy+Seiya

## ネット局
| 放送対象地域 | 放送局           | 系列           | 備考 |
| ------------ | ---------------- | -------------- | --- |
| 関東広域圏   | フジテレビ       | フジテレビ系列 | 制作局 |
| 北海道       | 北海道文化放送   | フジテレビ系列 | 1998年10月4日（3日深夜）からネット開始 2001年までは函館・札幌競馬開催期間中は番組休止 、 2002年は当番組に続いて中央競馬ダイジェストを編成  |
| 宮城県       | 仙台放送         | フジテレビ系列 | 1998年10月4日からネット開始 |
| 山形県       | さくらんぼテレビ | フジテレビ系列 | 番組開始時からネット |
| 福島県       | 福島テレビ       | フジテレビ系列 | 1998年11月29日（28日深夜）からネット開始 福島競馬開催期間中は番組休止                                                                      |
| 新潟県       | 新潟放送         | TBS系列        | 1998年10月4日からネット開始（0:55 - の先行ネット）、 1999年12月26日（25日深夜）打ち切り 新潟競馬の従場開催期間中、世界陸上期間中は番組休止 |
| 新潟県       | 新潟総合テレビ   | フジテレビ系列 | 2000年1月9日（8日深夜）からネット開始 |
| 長野県       | 長野放送         | フジテレビ系列 | 番組開始時からネット |
| 静岡県       | テレビ静岡       | フジテレビ系列 | 1998年10月4日からネット開始 |

### ネット局に関する備考
- 番組開始当初はフジテレビ・さくらんぼテレビ・長野放送のみでの放送で、それ以外のテレビ局ではフジテレビが未ネット局向けに制作した『中央競馬ダイジェスト』を放送した。それらの局のネット開始は1998年10月からであった。
- 新潟県では、開始から1999年12月までは日曜競馬テレビ中継のネット・制作の関係でTBS系列の新潟放送がネットしていた（このため、新潟放送では本来の同時ネット枠である『COUNT DOWN TV』が遅れネットだった）。2000年1月から本来の系列局である新潟総合テレビがネットを開始した。
- 夏の函館・札幌開催期間中は北海道文化放送では放送せず、自主制作の中央競馬ダイジェストを放送した（福島開催中の福島テレビでも同様）。なお新潟開催時には新潟放送では裏開催時のみ上記と同じ処置を取ったが、新潟総合テレビでは『うまなりクン』放送後に自主制作版中央競馬ダイジェストを続けて放送する形を取った（新潟夏開催時は両局ともうまなりクンをそのままネット）。

## スタッフ
- 構成：伊藤滋之、吉野宏、田代一朗、YAS5000
- 技術：依田淳、河野弘幸
- 編集：金子誠（産経映画社）、小池克己、馬場泰彦
- MA：中村貴明
- 音効：猪俣敏昭（プロジェクト80）
- 美術：夏野展實
- デザイン：吉田強
- CG：アールズ・ファクトリー
- タイトルロゴ：ケネック・ジャパン
- 資料提供：高瀬真尚（ジーワン）
- ブレーン・主題歌：工藤健司
- TK：武田裕子、江守紀代子
- 制作デスク：重富久美子、白戸瑞穂
- ディレクター：小藤浩一、河村洋一郎、樋口修二、田熊清、吉田昇、岩井哲也
- チーフディレクター：本間学（初代）、かみひがしわたる（2代目）
- プロデューサー：大野高義（初代）、徳永竜二（2代目）、佐々木純也（3代目）
- 技術協力：共同テレビジョン
- 制作：フジテレビスポーツ局
- 制作著作：フジテレビ

## スポンサー
- 日本中央競馬会（JRA）

## 書籍
- うまなりクン 競馬まるごと大事典（『うまなりクン』追い切りプロジェクト・編著 イースト・プレス刊 ISBN 978-4872571561）

## VHS
「爆笑問題のウマでもわかる競馬基礎講座」シリーズを1998年から1999年にかけて発売。爆笑問題のウマでもわかる競馬基礎講座コーナーの本編のほか撮り下ろしのロケ企画映像等を収録。フジテレビ映像企画部企画・発売、ポニーキャニオン製造・販売。
1. トレセンへ行くの巻（1998年11月）
2. 競馬場へ行くの巻（1998年12月）
3. 蹄鉄をつくるの巻（1999年2月）
4. うまなりクンの裏側の巻（1999年3月）
5. 競馬ゲームをするの巻（1999年4月）